# ヴァン
ヴァン（トルコ語: Van, オスマン語: وان, アルメニア語: Վան Van, クルド語: Wan）は、トルコ共和国東部の都市。ヴァン県の県都。トルコ共和国で最大の湖であるヴァン湖の東岸に位置する。人口は280,000人（2001年）。ワンとも表記。
2012年の行政区画改編により、ヴァン県全域は大都市自治体に指定される。これにより旧ヴァン市は廃止となり、旧市域の大部分にトゥシュバ（Tuşba）とイペキヨル（İpekyolu、トルコ語で「シルクロード」の意味）という2つの自治体が新設される。

## 歴史

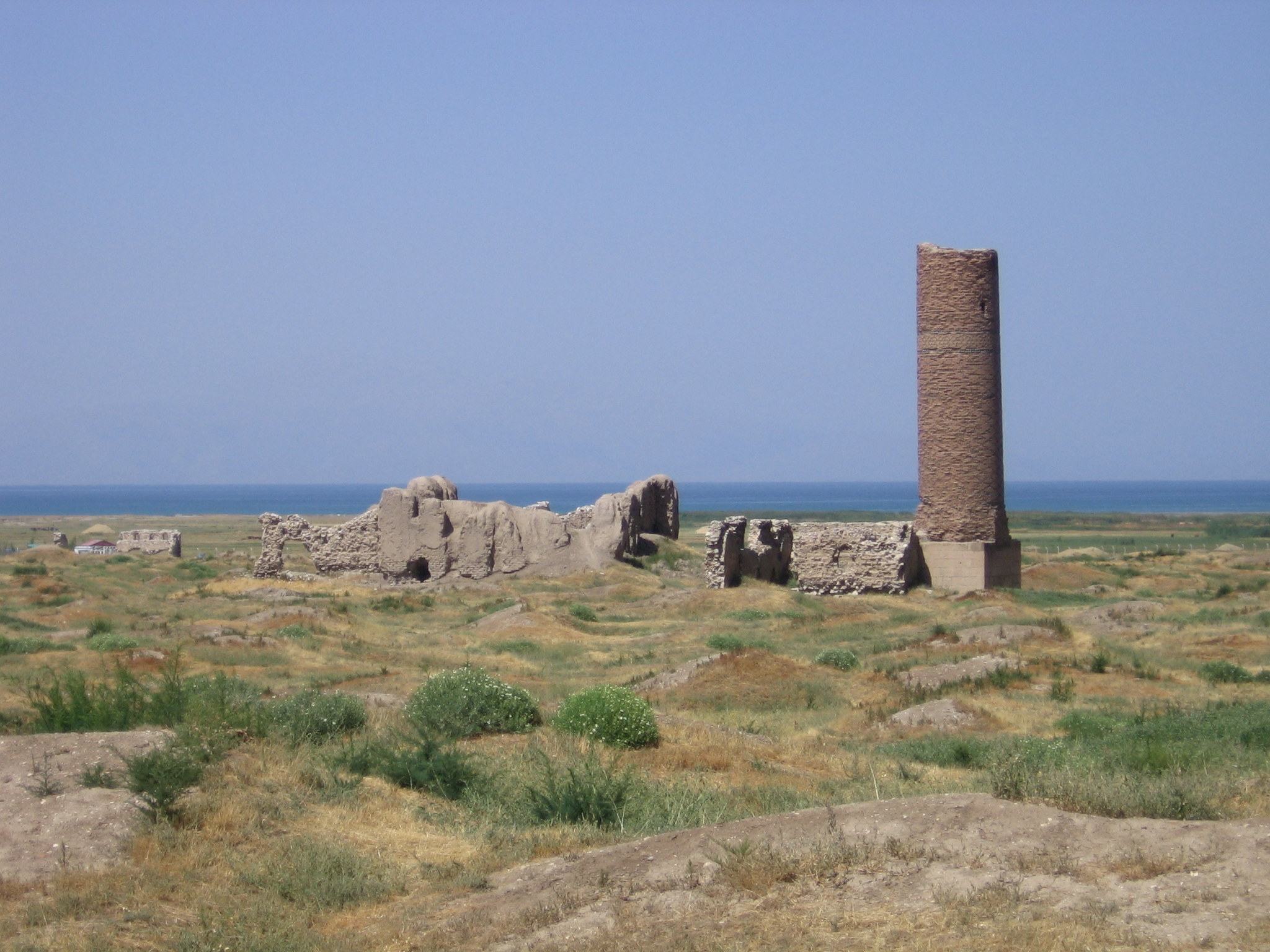
ヴァンに残る遺跡

紀元前9世紀ごろから紀元前6世紀ごろまでウラルトゥ王国の首都としてトゥシパ (Tushpa) と呼ばれていた。その後、アルメニア王国の都市として栄えた。
西暦628年から640年まで東ローマ帝国の支配下であったが、アラブ人イスラム教徒によって侵略される。アラブの勢力が衰えると、地域のアルメニア人の統治者が現れる。統治者は最初はアニ王国に頼っていたが、908年にヴァスプラカン王国の樹立を宣言する。この王国は特定の首都を持たず、裁判所はヴァンや他の町と持ち回りであった。1021年ヴァスプラカン王国の最後の王John-Senekerim Artsruniが、東ローマ帝国に領土を引き渡す。1050年代に入ると、セルジューク・トルコがヴァスプラカンを侵略し始める。1071年にマラズギルトの戦いで勝利した後、周辺一帯を支配下に置いた。その後1240年代までの20年間、ルーム・セルジューク朝の支配を受ける。1240年代になって、町はモンゴル軍によって占領される。14世紀には黒羊朝とティムール朝の支配を受ける。
15世紀前半、ヴァンはオスマン帝国とサファビー朝によって領有が争われる。1502年サファビー朝がヴァンを占領したが、1515年オスマン帝国に取って代わられる。しかし長くは続かず、1520年サファビー朝が再び町を奪還する。最終的に1548年オスマン帝国が町を支配する。
第一次世界大戦時、1915年4月20日、ヴァンのアルメニア人がオスマン帝国政府に対して蜂起し、町を占領した。その後すぐに、オスマン軍はヴァンに侵攻し、アルメニア人住民を追放するが、その際に多くのアルメニア人が殺されたとされる。
2012年にヴァン県全体が大都市自治体に指定されたため、旧ヴァン市は一部が隣接するエドレミットに編入した上、残部はトゥシュバとイペキヨルに分割された。

## 気候
| ヴァンの気候                                     | ヴァンの気候 | ヴァンの気候  | ヴァンの気候 | ヴァンの気候 | ヴァンの気候 | ヴァンの気候 | ヴァンの気候 | ヴァンの気候 | ヴァンの気候 | ヴァンの気候 | ヴァンの気候 | ヴァンの気候 | ヴァンの気候   |
| 月                                               | 1月          | 2月           | 3月          | 4月          | 5月          | 6月          | 7月          | 8月          | 9月          | 10月         | 11月         | 12月         | 年             |
| ------------------------------------------------ | ------------ | ------------- | ------------ | ------------ | ------------ | ------------ | ------------ | ------------ | ------------ | ------------ | ------------ | ------------ | -------------- |
| 最高気温記録 °C （°F）                           | 11.0 (51.8)  | 13.6 (56.5)   | 22.7 (72.9)  | 27.2 (81)    | 28.3 (82.9)  | 33.2 (91.8)  | 37.0 (98.6)  | 35.1 (95.2)  | 35.0 (95)    | 27.0 (80.6)  | 17.2 (63)    | 15.5 (59.9)  | 37 (98.6)      |
| 平均最高気温 °C （°F）                           | 2.0 (35.6)   | 2.8 (37)      | 6.7 (44.1)   | 12.9 (55.2)  | 18.1 (64.6)  | 23.7 (74.7)  | 28.0 (82.4)  | 28.1 (82.6)  | 24.1 (75.4)  | 17.2 (63)    | 9.9 (49.8)   | 4.6 (40.3)   | 14.84 (58.72)  |
| 平均最低気温 °C （°F）                           | −7.2 (19)    | −6.4 (20.5)   | −2.3 (27.9)  | 3.2 (37.8)   | 7.3 (45.1)   | 11.4 (52.5)  | 15.2 (59.4)  | 15.1 (59.2)  | 11.3 (52.3)  | 6.0 (42.8)   | 0.5 (32.9)   | −4.1 (24.6)  | 4.17 (39.5)    |
| 最低気温記録 °C （°F）                           | −22.6 (−8.7) | −24.8 (−12.6) | −22.7 (−8.9) | −9.8 (14.4)  | −0.8 (30.6)  | 3.0 (37.4)   | 7.0 (44.6)   | 7.0 (44.6)   | 1.4 (34.5)   | −7.5 (18.5)  | −12.0 (10.4) | −20.3 (−4.5) | −24.8 (−12.6)  |
| 降水量 mm （inch）                               | 30.4 (1.197) | 31.1 (1.224)  | 46.0 (1.811) | 52.3 (2.059) | 49.1 (1.933) | 19.0 (0.748) | 6.9 (0.272)  | 6.5 (0.256)  | 15.9 (0.626) | 43.0 (1.693) | 51.8 (2.039) | 38.3 (1.508) | 390.3 (15.366) |
| 平均降雨日数                                     | 10.3         | 10.3          | 12.3         | 12.5         | 11.6         | 5.7          | 2.1          | 1.4          | 2.2          | 8.4          | 9.3          | 10.2         | 96.3           |
| 平均降雪日数                                     | 9            | 10            | 8            | 2            | 0            | 0            | 0            | 0            | 0            | 0            | 3            | 8            | 40             |
| % 湿度                                           | 78           | 77            | 77           | 72           | 67           | 59           | 57           | 53           | 54           | 65           | 74           | 78           | 67.6           |
| 平均月間日照時間                                 | 145.7        | 148.4         | 192.2        | 216          | 288.3        | 351          | 378.2        | 362.7        | 306          | 229.4        | 171          | 136.4        | 2,925.3        |
| 出典1：Devlet Meteoroloji İşleri Genel Müdürlüğü |              |               |              |              |              |              |              |              |              |              |              |              |                |
| 出典2：Weather2                                  |              |               |              |              |              |              |              |              |              |              |              |              |                |

## 交通
- トルコ国鉄
  - ヴァン駅